# Cupa Billie Jean King 2022
Cupa Billie Jean King 2022 a fost ce de-a 59-a ediție a celui mai important turneu între echipele naționale de tenis feminin.

## Turneul final al Cupei Billie Jean King
La turneul final, cunoscut anterior drept Grupa Mondială, au participat 12 națiuni calificate în felul următor:
- 2 finaliste ai ediției anterioare (Elveția și Australia care a înlocuit Rusia)
- țara gazdă / wild card
- 9 câștigătoare ale unei runde de calificare, în aprilie 2022

| Echipe participante | Echipe participante | Echipe participante | Echipe participante | Echipe participante | Echipe participante |
| Australia           | Belgia              | Canada              | Cehia               | Marea Britanie (H)  | Italia              |
| Kazahstan           | Polonia             | Slovacia            | Spania              | Elveția             | Statele Unite       |
| ------------------- | ------------------- | ------------------- | ------------------- | ------------------- | ------------------- |

### Rundă de calificare
Runda de calificare are loc în perioada 15–16 aprilie 2022. Șaisprezece echipe joacă pentru nouă locuri la turneul final, într-o serie decisă acasă și în deplasare.
Înainte de runda de calificare, atât Rusia, cât și Belarus au fost suspendate de la participarea la evenimente internaționale de către ITF. Drept urmare, Belgia, care trebuia să joace cu Belarus, s-a calificat la turneul final. Australia a fost selectată de ITF pentru a înlocui Rusia în finală. Întrucât Australia trebuia să joace cu Slovacia în turul de calificare, Slovacia intră direct în turneul final.
| Echipă gazdă      | Scor | Echipă deplasare | Oraș gazdă       | Arenă                         | Suprafață | Ref.  |
| ----------------- | ---- | ---------------- | ---------------- | ----------------------------- | --------- | ----- |
| Australia [1]     | N/A  | Slovacia         | N/A              | N/A                           | N/A       | N/A   |
| Italia            | 3–1  | Franța [2]       | Alghero          | Tennis Club Alghero           | Dură      | [ 2 ] |
| Statele Unite [3] | 3–2  | Ucraina          | Asheville        | Asheville Civic Center        | Dură      | [ 3 ] |
| Cehia [4]         | 3–2  | Regatul Unit     | Praga            | I. Czech Lawn Tennis Club     | Zgură     | [ 2 ] |
| Belarus [5]       | w/o  | Belgia           | Antalya (Turcia) | Club Megasaray                |           |       |
| Kazahstan         | 3–1  | Germania [6]     | Nur-Sultan       | Daulet National Tennis Centre | Zgură     |       |
| Canada [7]        | 4–0  | Letonia          | Vancouver        | Pacific Coliseum              | Dură      |       |
| Țările de Jos     | 0–4  | Spania [8]       | 's-Hertogenbosch | Maaspoort                     | Zgură     | [ 4 ] |
| Polonia           | 4–0  | România [9]      | Radom            | Radom Sports Center           | Dură      |       |

### Faza grupelor
|  | Calificat penru Faza eliminatorie |

Î = Întâlniri, M = Meciuri, S = Seturi
| Grupă   | Calificat        | Calificat | Calificat | Calificat | Loc 2         | Loc 2 | Loc 2 | Loc 2 | Loc 3     | Loc 3 | Loc 3 | Loc 3 |
| Grupă   | Țară             | Î         | M         | S         | Țară          | Î     | M     | S     | Țară      | Î     | M     | S     |
| ------- | ---------------- | --------- | --------- | --------- | ------------- | ----- | ----- | ----- | --------- | ----- | ----- | ----- |
| Grupa A | Elveția          | 2–0       | 5–1       | 10–4      | Canada        | 1–1   | 4–2   | 9–4   | Italia    | 0–2   | 0–6   | 1–12  |
| Grupa B | Australia        | 2–0       | 5–1       | 11–3      | Slovacia      | 1–1   | 3–3   | 6–8   | Belgia    | 0–2   | 1–5   | 4–10  |
| Grupa C | Regatul Unit (H) | 1–1       | 4–2       | 9–4       | Spania        | 1–1   | 3–3   | 6–8   | Kazahstan | 1–1   | 2–4   | 6–9   |
| Grupa D | Cehia            | 2–0       | 4–2       | 8–4       | Statele Unite | 1–1   | 3–3   | 7–7   | Polonia   | 0–2   | 2–4   | 5–9   |

### Faza eliminatorie
|  |              |              |            |           |   |         |         |        |
|  | Semifinale   | Semifinale   | Semifinale |           |   | Finală  | Finală  | Finală |
|  | Semifinale   | Semifinale   | Semifinale |           |   | Finală  | Finală  | Finală |
|  |              |              |            |           |   |         |         |        |
|  |              |              |            |           |   |         |         |        |
|  | Elveția      | Elveția      | 2          |           |   |         |         |        |
|  | Elveția      | Elveția      | 2          |           |   |         |         |        |
|  | Cehia        | Cehia        | 0          |           |   |         |         |        |
|  | Cehia        | Cehia        | 0          |           |   | Elveția | Elveția | 2      |
|  |              |              |            |           |   | Elveția | Elveția | 2      |
|  |              |              | Australia  | Australia | 0 |         |         |        |
|  | Australia    | Australia    | Australia  | Australia | 0 | 1       |         |        |
|  | Australia    | Australia    |            |           |   |         |         |        |
|  | Regatul Unit | Regatul Unit | 2          |           |   |         |         |        |
|  | Regatul Unit | Regatul Unit | 2          |           |   |         |         |        |
|  |              |              |            |           |   |         |         |        |

## Billie Jean King Cup Play-off
| Echipă gazdă | Scor | Echipă deplasare | Oraș gazdă      | Arenă                   | Suprafață |
| ------------ | ---- | ---------------- | --------------- | ----------------------- | --------- |
| Franța [1]   | 3–1  | Țările de Jos    | Le Portel       | Le Chaudron             | Dură      |
| Croația      | 1–3  | Germania [2]     | Rijeka          | Sportska Dvorana Zamet  | Dură      |
| România [3]  | 4–0  | Ungaria          | Oradea          | Sala Polivalentă        | Dură      |
| Austria      | 3–2  | Letonia [4]      | Schwechat       | Multiversum             | Zgură     |
| Japonia [5]  | 1–3  | Ucraina          | Tokyo           | Ariake Coliseum         | Dură      |
| Argentina    | 1–3  | Brazilia [6]     | Tucumán         | Lawn Tennis Club        | Zgură     |
| Slovenia     | 3–1  | China [7]        | Velenje         | Bela Dvorana            | Zgură     |
| Mexic        | 4–0  | Serbia [8]       | San Luis Potosí | Club Deportivo Potosino | Zgură     |